# Baía de Arabat

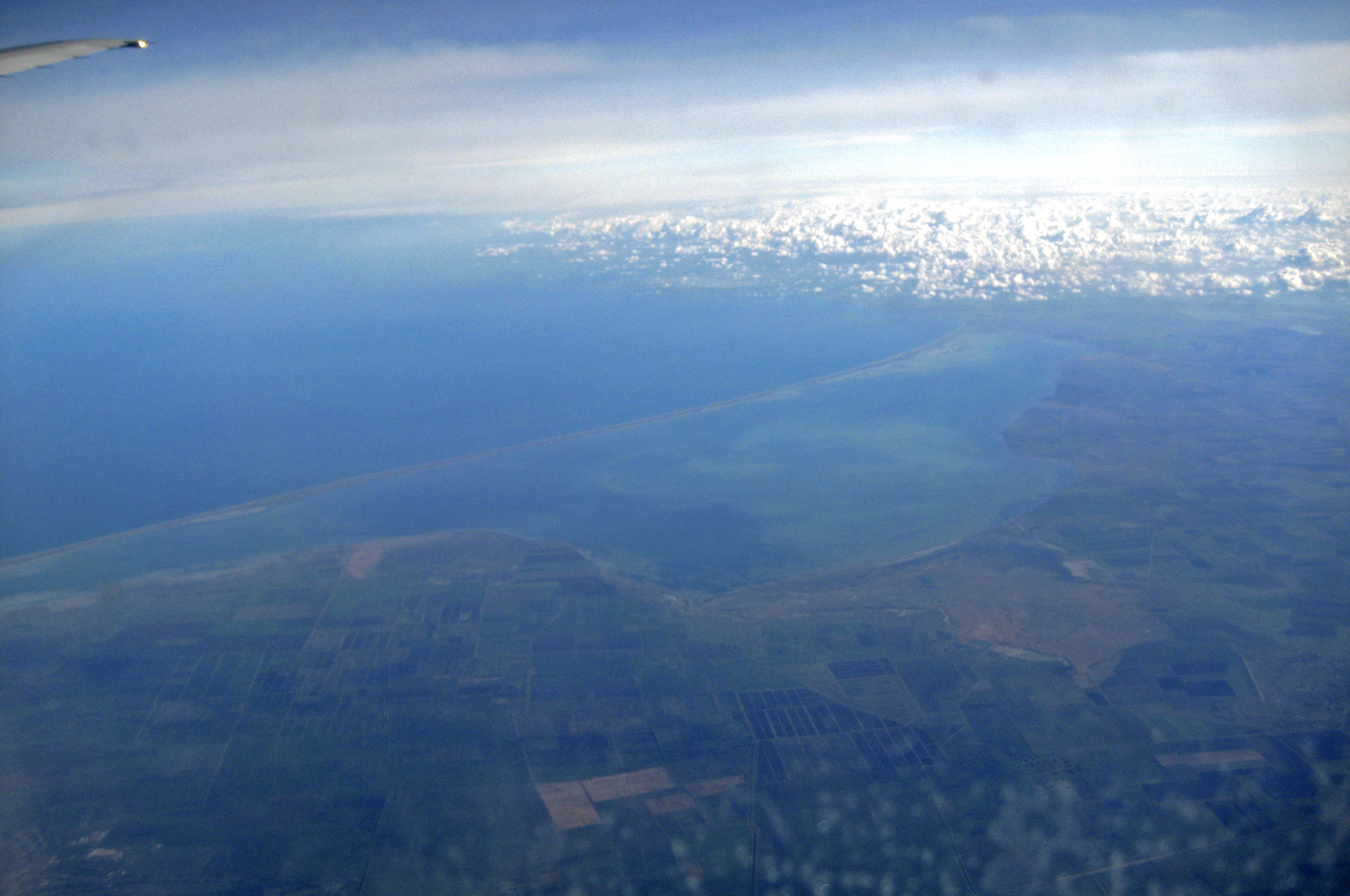
Baía de Arabat separada do Sivash pela ponte terrestre de Arabat

A baía de Arabat (em ucraniano:  Арабатська затока, transl. Arabatska zatoka; em russo:  Арабатский залив, transl. Arabatski zaliv; em tártaro da Crimeia:  Arabat körfezi) é uma baía localizada no leste da península da Crimeia, entre o cordão de Arabat a oeste, a península de Querche ao sul e o cabo Kazan a leste no sudoeste do mar de Azov. A baía tem 22 km de comprimento, até 40 km de largura e tem uma profundidade de 8 a 9 m. A baía não está totalmente delimitada pelo mar de Azov.

## Etimologia
O nome "Arabat" vem da fortaleza de Arabat, uma fortificação turca do século XVII no extremo sul da ponte terrestre de Arabat. "Arabat" deriva do árabe "rabat" que significa "posto militar" ou "rabad" que significa "subúrbio".